# 窦犨

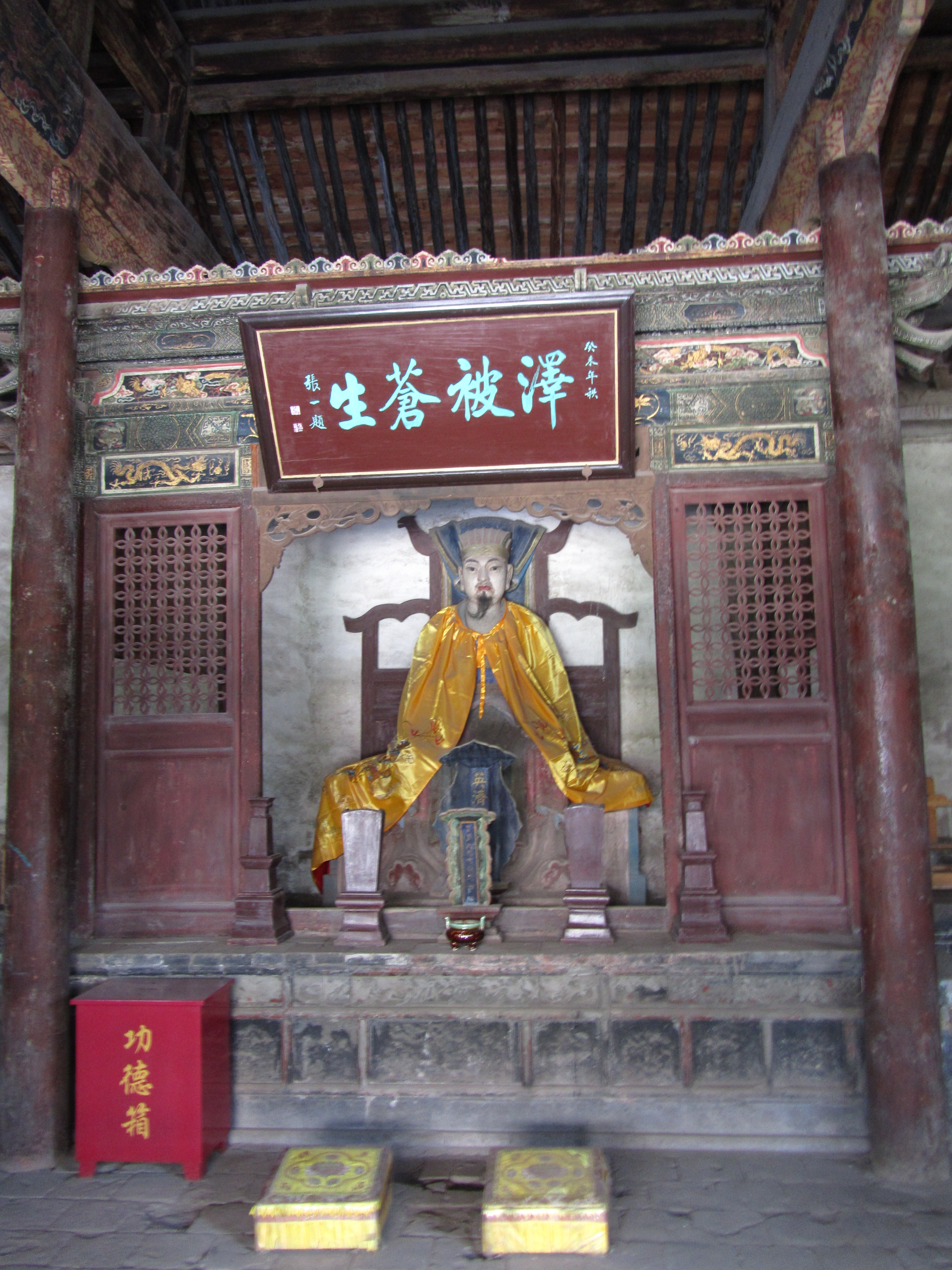
太原窦大夫祠内窦犨像

窦犨（？—前494年），字鸣犊，是春秋时期晋国之贤大夫。
相传窦犨曾在阳曲县古城村一带（今太原市）兴修水利，后人为纪念其功德，而修建了祠堂。
被認為扶風竇氏等竇姓之遠祖。
宋大观元年（1107年），宋徽宗为窦犨加封“英济侯”封号。